# Kelis Was Here
Kelis Was Here é o quarto álbum de estúdio da cantora Kelis, lançado a 22 de Agosto de 2006.

## Faixas
1. "Intro" – 1:27
2. "Bossy" (com Too Short) (Kelis Rogers-Jones, Shondrae Crawford, Todd Shaw, Sean Garrett) – 4:34
3. "What's That Right There" (Rogers-Jones, William Adams, Jr., Keith Harris, George Clinton, Jr., Philippé Wynne) – 4:17
4. "Till the Wheels Fall Off" (Rogers-Jones, Adams, George Pajon Jr., Harris, Printz Board) – 4:13
5. "Living Proof" (Raphael Saadiq, Robert Ozuna) – 3:41
6. "Blindfold Me" (Garrett, Jamal Jones) – 3:48
7. "Goodbyes" (Rogers-Jones, Andre Lyon, Marcello Valenzano) – 4:42
8. "Trilogy" (Rogers-Jones, Scott Storch, Jason Boyd) – 3:56
9. "Circus" (Rogers-Jones, Saadiq, Ozuna) – 4:40
10. "Weekend" (com will.i.am) (Rogers, Adams, Harris) – 4:42
11. "Like You" (Rogers-Jones, Jerome Foster) – 3:00
12. "Aww S***!" (com Smoke) (Crawford, Shanell Woodgett, Tamika Means) – 4:09
13. "Lil Star" (com Cee Lo Green) (Rogers, Thomas Callaway) – 4:55
14. "I Don't Think So" (Rogers-Jones, Max Martin, Lukasz Gottwald) – 3:02
15. "Handful" (Rogers-Jones, Garrett, Crawford, Boyd) – 2:59
16. "Appreciate Me" (Rogers-Jones, Damon Elliott) – 4:02
17. "Have a Nice Day" (Elliott, Greco Burratto) – 6:33
18. "Fuck Them Bitches" (Faixa escondida) – 3:49

## Tabelas
| Tabela (2006)          | Posição |
| ---------------------- | ------- |
| Billboard 200          | 10      |
| Top R&B/Hip-Hop Albums | 6       |